# 刘强 (1961年)
刘强（1961年12月—），重庆巴南人，男，汉族，中华人民共和国政治人物。1984年6月参加工作，1984年9月加入中国共产党。重庆市委党校研究生学历，高级管理人员工商管理硕士学位。曾任中共重庆市委常委、政法委书记、市委移民工委书记、重庆市副总河长、重庆市人大常委会副主任。

## 生平
1983年11月，22岁的刘强担任四川省重庆市九龙坡区（今重庆市九龙坡区）南泉乡工业公司副经理，正式开启仕途。此后，刘强长期在九龙坡区任职。先后任四川省重庆市九龙坡区南泉乡副乡长，南泉镇企业科副科长、镇城乡建设办主任，九龙坡区建胜乡政府办公室主任，九龙坡区建胜乡党委副书记、副乡长，九龙坡区建胜镇党委副书记、镇长，九龙坡区委组织部副部长，九龙坡区委常委、组织部部长等职务。
1997年6月，重庆直辖之后，继续担任九龙坡区委常委、组织部部长，当年12月担任副区长。2000年12月，刘强离开了工作了17年之久的九龙坡区，调任永川市（今重庆市永川区）委副书记。2001年2月，任永川市市长，2002年1月任永川市委书记。2006年12月，永川市改为永川区，刘强继续担任永川区委书记。2008年3月，刘强调任重庆市渝中区委书记。
2013年1月，52岁的刘强当选重庆市人民政府副市长，晋升副部级。2015年4月，接替张鸣担任重庆市委移民工作委员会书记。2017年5月24日，刘强当选中共重庆市委常委，同年6月接替刘学普任市委政法委书记。2018年1月31日起，不再担任重庆市副市长职务。
2022年1月，当选为重庆市人大常委会副主任。2023年，换届卸任重庆市人大常委会副主任职务